# Eurytaphria invalida
Eurytaphria invalida är en fjärilsart som beskrevs av W. Warren 1897. Eurytaphria invalida ingår i släktet Eurytaphria och familjen mätare. Inga underarter finns listade i Catalogue of Life.